# Winona Ryder
Pour les articles homonymes, voir Ryder et Horowitz.
Winona Horowitz, dite Winona Ryder [wɪˈnoʊnə ˈɹaɪdɚ], est une actrice et productrice américaine, née le 29 octobre 1971 à Winona, dans le Minnesota.
Elle se révèle au grand public avec le film Beetlejuice (1988), alors qu'elle est encore adolescente, et enchaîne avec d'autres films à succès comme Edward aux mains d'argent (1990) et Dracula (1992). En 1994, elle est nommée à l'Oscar de la meilleure actrice dans un second rôle et remporte le Golden Globe de la meilleure actrice dans un second rôle pour son interprétation dans Le Temps de l'innocence (1993). L'année suivante, elle est nommée à l'Oscar de la meilleure actrice pour son rôle dans Les Quatre Filles du docteur March (1994). Elle a également joué dans les films suivants : Fatal Games (1989), Les Deux Sirènes (1990), Génération 90 (1994), Alien, la résurrection (1997) et Une vie volée (1999), dont elle a été la productrice déléguée.
En 2002, Winona Ryder interprète le rôle de Babe Bennett dans Les Aventures de Mister Deeds et décide par la suite de faire une pause dans sa carrière. En 2009, elle revient à l'écran en faisant une apparition dans Star Trek. En 2010, elle est nommée pour deux Screen Actors Guild Awards pour sa participation dans Black Swan. Elle joue actuellement le rôle de Joyce Byers dans la série à succès de Netflix Stranger Things, pour lequel elle a reçu des nominations aux Golden Globes et Screen Actors Guild Awards.
Sa vie privée a beaucoup attiré l'attention des médias. Sa relation avec Johnny Depp au début des années 1990 et son arrestation pour vols à l'étalage sous l'emprise de la drogue en 2001 ont ainsi été médiatisées. Elle a par ailleurs publiquement fait état de ses problèmes personnels liés à l'anxiété et à la dépression. En 2000, Ryder a reçu une étoile sur le Hollywood Walk of Fame, en hommage à sa contribution au cinéma américain.

## Biographie

### Jeunesse
Winona Laura Horowitz est née dans une ferme près de Winona, dont le nom est dérivé de la légende de la princesse Winona. Son second prénom est un hommage à la femme d'Aldous Huxley, Laura Huxley, dont ses parents sont de proches amis. Le nom de famille de son père était à l'origine Tomchin, Horowitz étant un nom que son père a emprunté à une autre famille alors qu'ils immigraient aux États-Unis. La famille de Winona Ryder du côté paternel est juive et vient de Roumanie et d‘Ukraine. Des membres de sa famille paternelle ont péri durant la Shoah.
Sa mère, Cynthia Palmer Horowitz (née Istas), est productrice de vidéos éducatives et éditrice, alors que son père, Michael Horowitz, est écrivain et travaille aussi dans l'édition et la vente de livres. Il a d'ailleurs été l'archiviste des ouvrages du gourou psychédélique Timothy Leary, qui est aussi le parrain de Winona. Winona a une demi-sœur et un demi-frère, Sunyata et Jubal, que sa mère a eus d'un premier mariage, ainsi qu'un frère cadet, Yuri, né en 1976.
Son père entretient de bonnes relations avec Leary et d'autres artistes beat comme Allen Ginsberg ou Lawrence Ferlinghetti, ainsi qu'avec l'écrivain Philip K. Dick. Le père de Winona est athée et sa mère bouddhiste. Ses parents ont encouragé leurs enfants à prendre le meilleur de différents courants spirituels pour se les approprier. Winona a déclaré à ce propos : « je pratique toujours le bouddhisme et, dans une certaine mesure, je crois au karma ».
La famille de Winona déménage fréquemment. En 1978, ils emménagent dans une communauté intentionnelle près d'Elk, dans le comté de Mendocino, en Californie, où on cultive la simplicité volontaire et vit sans électricité. Winona y passe beaucoup de temps à lire des livres comme L'Attrape-cœurs, qui devient son livre de chevet. C'est seulement après que sa mère lui montre quelques films qu'elle développe un intérêt pour le cinéma. Alors qu'elle a 10 ans, sa famille déménage une nouvelle fois pour s'installer à Petaluma, dans le comté voisin de Sonoma. À son entrée à l'école locale, elle se fait harceler par des élèves qui la prennent pour un garçon efféminé. Elle quitte l'école et pratique l'école à la maison pendant un an après cet épisode. Elle manque de se noyer alors qu'elle a douze ans et devient ablutophobe ; à cause de cela, la scène sous l'eau dans Alien, la résurrection a été difficile à tourner. Elle entre à 12 ans à l’American Conservatory Theatre de San Francisco où elle prend ses premiers cours d'art dramatique.

### Débuts d'actrice (années 1980)
En 1985, elle envoie une cassette où elle récite un monologue du livre Franny et Zooey pour obtenir un rôle dans le film Desert Bloom. Le rôle revient à Annabeth Gish mais la cassette retient l'attention de David Seltzer qui l'engage pour un second rôle dans le film Lucas (1986). Elle trouve son nom de scène en s'inspirant de Mitch Ryder, un musicien de soul que son père est en train d'écouter lorsqu'elle reçoit un appel de son agent lui demandant sous quel nom elle veut apparaître dans le générique de fin de Lucas.
Elle interprète un premier rôle dans Square Dance (1987), de Daniel Petrie, où elle joue une adolescente qui se lie d'amitié avec un jeune homme atteint de handicap mental. Tim Burton la choisit ensuite pour jouer dans Beetlejuice (1988) après l'avoir vue dans Lucas. Elle y interprète Lydia Deetz, une adolescente gothique qui sympathise avec le couple de fantômes qui hante la maison dans laquelle sa famille vient d'emménager. Le film est un succès critique et commercial et permet de lancer la carrière de Winona Ryder dont l'interprétation est très remarquée.
Elle reçoit ensuite un bon succès critique dans le thriller Fatal Games (1989), aux côtés de Christian Slater et de Shannen Doherty. Cette satire de la vie lycéenne est un échec au box-office mais devient par la suite un film culte. La même année, elle interprète aussi la jeune cousine de Jerry Lee Lewis avec qui celui-ci se marie dans Great Balls of Fire!. Ce rôle controversé lui vaut une nouvelle fois des critiques favorables.

### Révélation critique (années 1990)

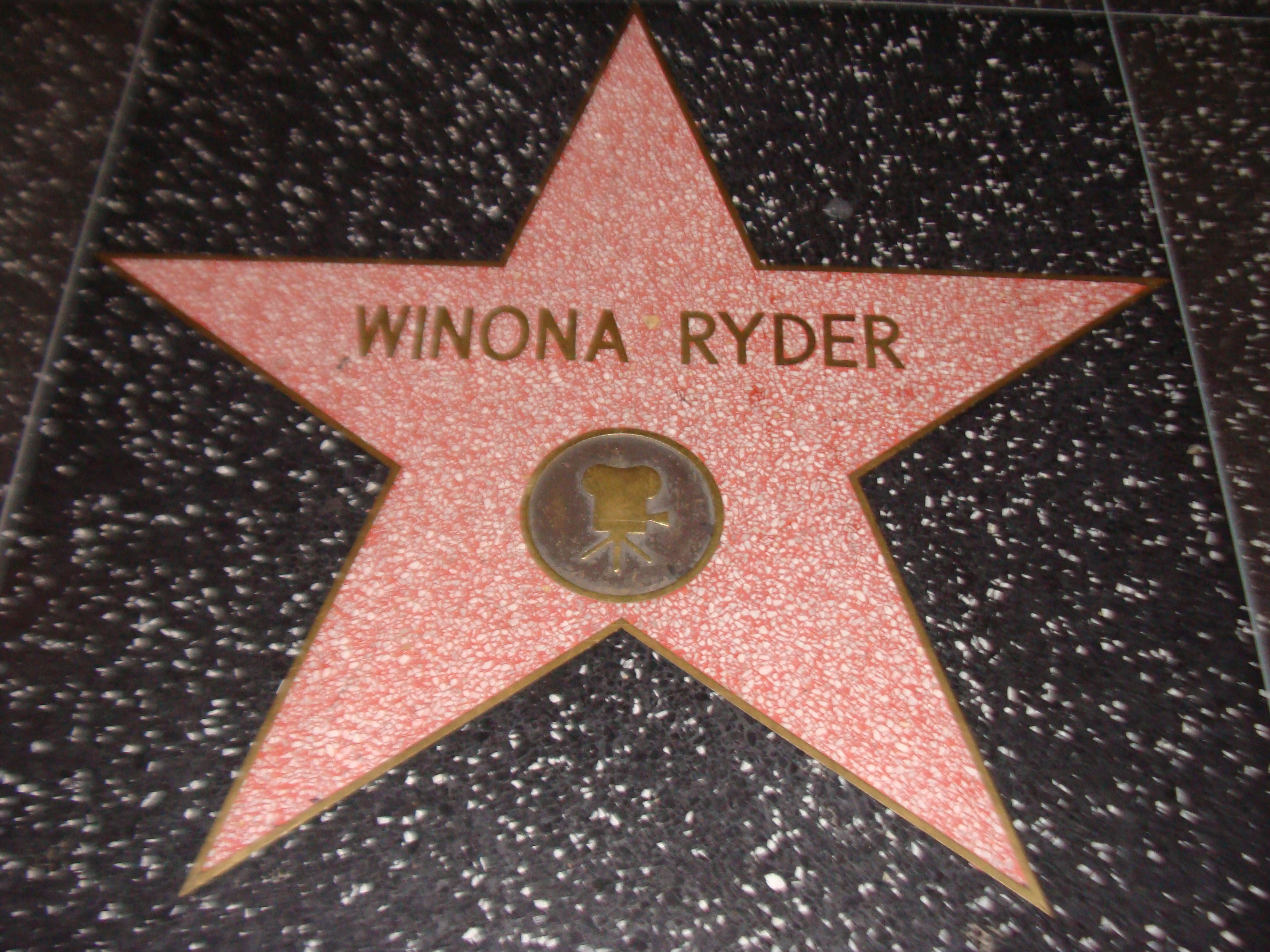
L'étoile de l'actrice inaugurée le 8 octobre 2000 sur le Hollywood Walk of Fame, couronne une décennie 1990 acclamée par la critique.

En 1990, Winona Ryder est tout de suite engagée par Tim Burton, qui a beaucoup apprécié leur collaboration dans Beetlejuice, quand celui-ci met en chantier Edward aux mains d'argent. Elle y joue la fiancée du personnage principal, Edward, incarné par Johnny Depp avec qui l'actrice a une relation amoureuse depuis quelques mois. Le film est un important succès commercial et critique. Elle joue ensuite aux côtés de Cher et Christina Ricci dans la comédie Les Deux Sirènes pour laquelle elle est nommée au Golden Globe de la meilleure actrice dans un second rôle. Elle est aussi choisie par Francis Ford Coppola pour jouer dans Le Parrain 3 mais doit finalement y renoncer pour des raisons de santé et est remplacée par Sofia Coppola.
Désormais célèbre, l'actrice travaille alors avec les plus grands metteurs en scène et donne la réplique aux plus grands comédiens. Elle tourne avec Gena Rowlands sous la direction de Jim Jarmusch dans Night on Earth (1991), où elle joue le rôle d'une jeune conductrice de taxi. Elle lit ensuite le scénario de Dracula (1992) et le présente à Francis Ford Coppola qui est immédiatement intéressé à réaliser le film. L'actrice joue le rôle de Mina Murray dans ce film qui est un grand succès au box-office en 1992.
Elle joue ensuite aux côtés de Glenn Close, Meryl Streep et Jeremy Irons dans la tragédie familiale La Maison aux esprits (1993), mais le film est un échec. C'est à cette époque qu'elle commence à souffrir de dépression et de crises d'anxiété et qu'elle se fait volontairement interner pendant quelques jours dans un hôpital psychiatrique,. Son talent et l’implication qu’elle met dans ses rôles lui valent de nombreuses récompenses et nominations : elle est notamment primée aux Golden Globes en 1994 dans la catégorie du meilleur second rôle pour sa composition de jeune épouse dévouée du personnage joué par Daniel Day-Lewis dans le mélo de Martin Scorsese, Le Temps de l'innocence (1993), qui se déroule dans les années 1870. Elle est également nommée pour ce film à l’Oscar du meilleur second rôle féminin cette année-là, ainsi que l’année suivante à l’Oscar de la meilleure actrice pour Les Quatre Filles du docteur March (1994), nouvelle adaptation du roman de Louisa May Alcott dans lequel elle interprète le personnage principal, Jo March, aux côtés de Susan Sarandon, de Christian Bale et de Gabriel Byrne.
Elle dédie ce film à la mémoire de Polly Klaas, une fillette de 12 ans enlevée en octobre 1993 lors d'une soirée pyjama à Petaluma (où Ryder a vécu), car Les Quatre Filles du docteur March était le livre préféré de Polly. Après l'enlèvement de Polly, l'actrice propose 200 000 $ pour toute information permettant de la retrouver, mais la fillette avait déjà été assassinée. Après la découverte du corps de Polly, Winona Ryder contribue à la création de la Fondation Polly Klaas, bien avant la mise en place du système Amber Alert pour les rapts d'enfants.
En 1994, elle prête sa voix à une rivale de Lisa Simpson dans la série d'animation Les Simpson. Sa notoriété ne l’empêche pourtant pas de jouer dans des productions plus indépendantes comme Génération 90 (1994), première réalisation de Ben Stiller dans laquelle elle interprète une jeune vidéaste attachante face à Ethan Hawke, ou encore dans Le Patchwork de la vie (1995), chronique douce-amère où elle partage la vedette avec des actrices confirmées comme Ellen Burstyn, Anne Bancroft et Alfre Woodard.
Elle retrouve Daniel Day-Lewis dans La Chasse aux sorcières (1996), film basé sur le procès des sorcières de Salem qui est un échec commercial mais reçoit de bonnes critiques. La même année, elle échoue à obtenir le premier rôle féminin, qui revient à Renée Zellweger, dans Jerry Maguire. Elle joue ensuite une androïde aux côtés de Sigourney Weaver dans le film de science-fiction Alien, la résurrection (1997), quatrième volet de la saga qui connaît comme ses prédécesseurs le succès commercial. Elle se blesse au dos pendant le tournage et doit prendre des analgésiques pour continuer à tourner, devenant par la suite dépendante de ces médicaments.
L'actrice enchaîne ensuite avec Celebrity (1998), de Woody Allen, film choral qui est une satire de la vie des célébrités mais est un échec pour le réalisateur. Une rumeur persistante veut qu'elle était pressentie pour jouer le premier rôle féminin dans Shakespeare in Love mais que Gwyneth Paltrow, qui était alors sa meilleure amie, ait aperçu le scénario chez elle et obtenu le rôle à sa place. L'année suivante, elle a le premier rôle, celui d'une jeune femme atteinte de trouble de la personnalité borderline qui est internée dans un institut psychiatrique, et est productrice déléguée du film Une vie volée, d'après le best-seller de Susanna Kaysen. Ryder est très attachée à ce projet, qu'elle appelle « l'enfant de son cœur », mais c'est la performance d'Angelina Jolie à ses côtés qui retient surtout l'attention. Toujours en 1999, l'actrice est fortement caricaturée dans South Park, le film. Elle se désiste pour le rôle de Katrina Van Tassel dans Sleepy Hollow et échoue à obtenir le premier rôle féminin dans Fight Club.

### Passage au second plan (années 2000)

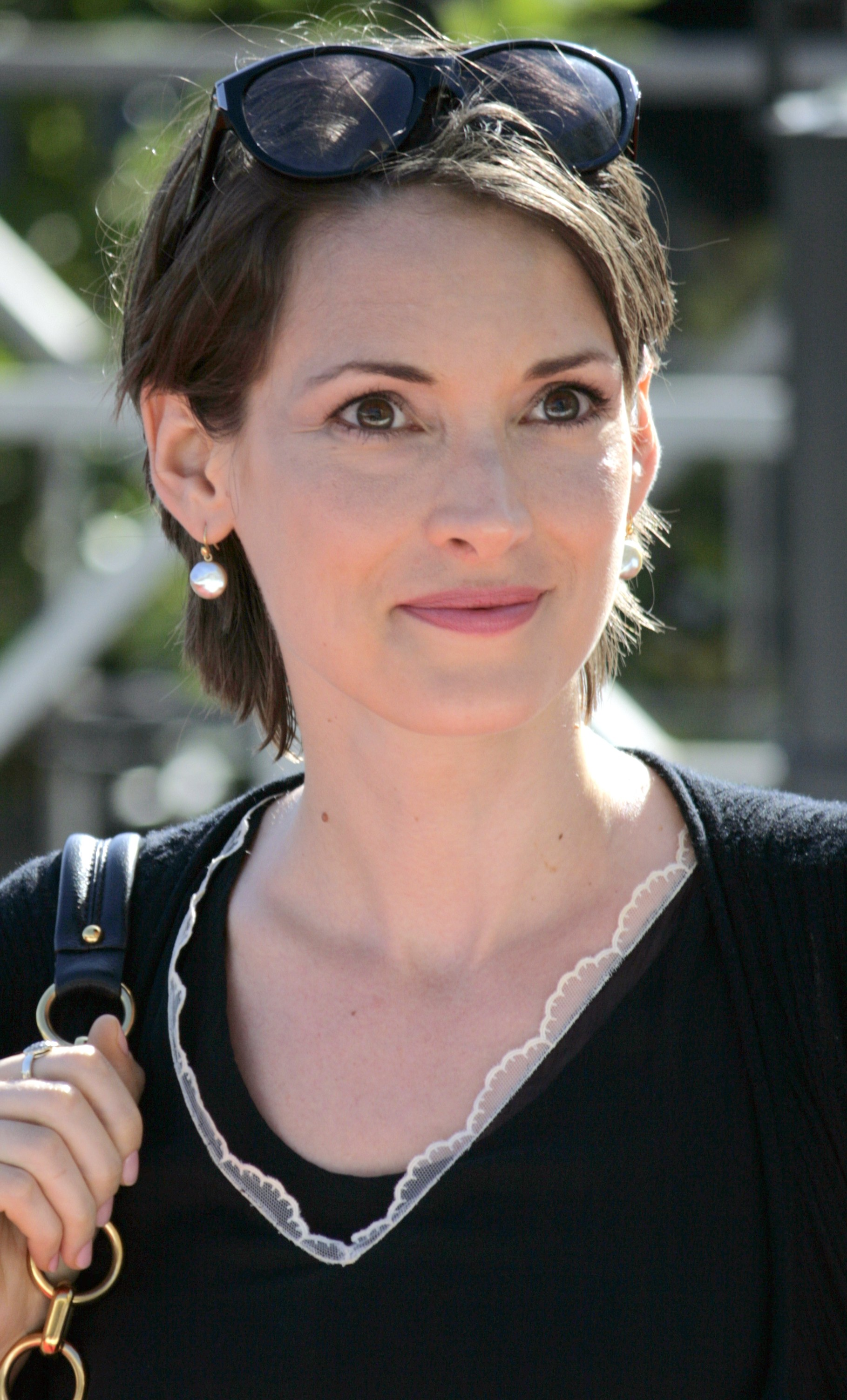
L'actrice en septembre 2008, à un défilé de Marc Jacobs.

Winona Ryder partage ensuite avec Richard Gere la vedette de la romance Un automne à New York (2000) mais le film, bien que connaissant un certain succès commercial, est éreinté par la critique. Le 6 octobre 2000, elle reçoit son étoile sur le Hollywood Walk of Fame en présence d'Anthony Hopkins. La semaine suivante sort Les Âmes perdues dans lequel elle incarne une membre d'une société secrète catholique déterminée à empêcher Satan de s'incarner. Le film est un échec artistique et commercial et l'actrice refuse d'assurer sa promotion. En 2001, elle apparaît dans un épisode de Friends où elle partage un baiser avec Jennifer Aniston.
Le 12 décembre 2001, elle est arrêtée à la suite d'un flagrant délit de vol à l’étalage à Beverly Hills et accusée d'avoir volé pour 5 500 $ de vêtements et accessoires dans un magasin Saks Fifth Avenue. Durant son procès, il est établi que les analgésiques dont elle est dépendante et qu'elle prend sans prescription médicale sont directement liés à l'incident. À l'issue d'un procès très médiatisé, elle est condamnée à effectuer 480 heures de travaux d’intérêt général et trois ans de probation, à 10 000 $ d'amende ainsi qu’à un suivi psychologique.
En 2002, l'actrice apparaît dans deux films tournés avant son arrestation. La comédie romantique Les Aventures de Mister Deeds, où elle partage la vedette avec Adam Sandler, est un important succès commercial mais reçoit de mauvaises critiques ; alors que Simone est une comédie satirique dans lequel elle joue un second rôle. En 2003, Woody Allen veut lui confier le premier rôle de Melinda et Melinda mais doit y renoncer car aucune compagnie d'assurance ne veut assurer l'actrice après ses ennuis judiciaires.
Winona Ryder quitte Los Angeles pour San Francisco et ne tourne quasiment pas jusqu'en 2006, date à laquelle elle fait son retour en tenant l'un des rôles principaux du film d'animation de science-fiction A Scanner Darkly, tourné à l'aide de la technique de la rotoscopie et qui est globalement bien accueilli par la critique. Elle assure aussi le principal rôle féminin, celui d'une enquêtrice d'assurances cynique, dans The Darwin Awards, une comédie présentée au festival du film de Sundance. Elle tourne ensuite aux côtés de Simon Baker dans la comédie noire Sex and Death 101 (2007), qui est un échec critique, ainsi que dans le film à sketches The Ten (2007).
En 2008, elle interprète une journaliste dans Informers mais ce film est un nouvel échec. Elle fait ensuite une brève apparition dans Star Trek (2009), 11e film de la saga réalisé par J. J. Abrams, en incarnant la mère de Spock, et interprète un second rôle dans Les Vies privées de Pippa Lee. Ces apparitions remarquées dans des films salués par la critique sont considérées comme une véritable résurrection de l'actrice par plusieurs observateurs,.

### Retour (années 2010)
Darren Aronofsky lui confie ensuite le petit rôle d'une danseuse étoile en fin de parcours dans Black Swan (2010), film qui connaît à son tour un grand succès. La même année, elle partage l'affiche du téléfilm mélodramatique Quand l'amour ne suffit plus : L'Histoire de Lois Wilson avec Barry Pepper.

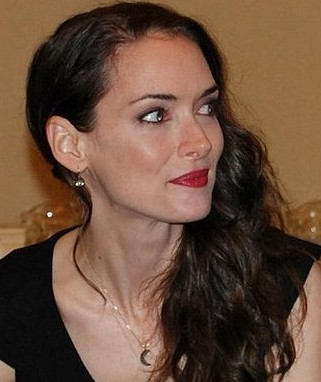
L'actrice à la première de The Iceman, au festival de Toronto 2012.

En 2011, elle tient l'un des rôles principaux de la comédie Le Dilemme, de Ron Howard, mais le film est un four critique et commercial.
L'année 2012 lui permet en revanche de regagner les faveurs de la critique, avec deux seconds rôles : le film d'animation Frankenweenie (2012), qui marque ses retrouvailles avec Tim Burton, et The Iceman (2013) dans lequel elle interprète la femme du tueur à gages Richard Kuklinski. En revanche, le film indépendant The Letter, dont elle est la tête d'affiche aux côtés de James Franco, passe inaperçu.
En 2013, elle se contente d'un second rôle dans le film d'action Homefront, porté par Jason Statham. Et en 2014, elle partage l'affiche du téléfilm Turks & Caicos avec Bill Nighy, Helena Bonham Carter et Christopher Walken. Enfin, en 2015, elle évolue dans le drame historique Experimenter, écrit et réalisé par Michael Almereyda, retraçant la genèse de l'expérience de Milgram. Le scientifique est incarné par Peter Sarsgaard, tandis que Ryder joue son épouse.
Mais c'est à la télévision qu'elle signe enfin son grand retour : après un second rôle dans la mini-série Show Me a Hero, portée par Oscar Isaac en 2015, elle tient le rôle adulte principal de la série de science-fiction Stranger Things, diffusée sur Netflix l'année suivante. Elle y incarne Joyce Byers, une mère célibataire-divorcée désemparée par la disparition de son fils cadet. La série rencontre un véritable succès critique et la prestation de l'actrice est saluée. Elle apparaît dans toutes les saisons de la série, y compris la saison 4 dont la sortie a eu lieu en mai 2022.
En 2018, elle retrouve Keanu Reeves 12 ans après A Scanner Darkly et 26 ans après Dracula, à l'affiche de la comédie romantique Destination mariage et plus si affinités...,. Le film obtient des critiques mitigées, mais récolte 1,51 million de dollars de recettes juste aux États-Unis.

### Vie privée
Elle a une liaison de quatre ans, entre 1989 et 1993, avec l'acteur Johnny Depp. Ils se rencontrent lors de l'avant-première du film Great Balls of Fire! et entament leur relation amoureuse peu de temps après. Fou amoureux, Johnny Depp décide de se faire tatouer « Winona Forever » (« Winona pour toujours ») sur le bras peu après leurs fiançailles, mais il fait modifier son tatouage après leur séparation, transformant le texte en « Wino Forever » (« ivrogne pour toujours »).
Le 31 décembre 1997, elle fait la connaissance de l'acteur Matt Damon lors de la soirée de nouvel an chez l'acteur Ben Affleck. Tous les deux entament une liaison peu de temps après mais se séparent en avril 2000.
Depuis 2011, elle est en couple avec le modéliste Scott Mackinlay Hahn.

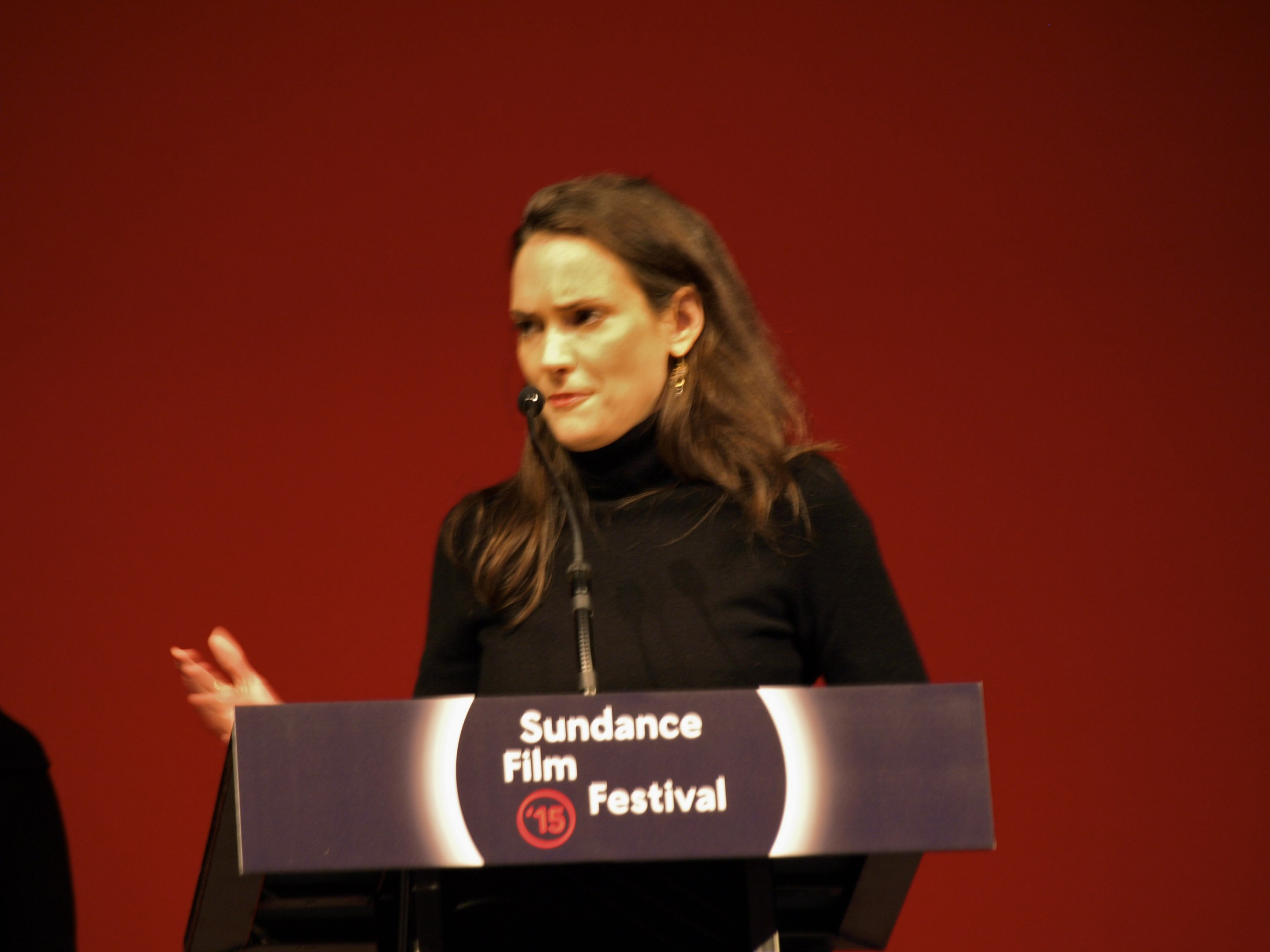
L'actrice au Festival du film de Sundance 2015.

En juin 2020, elle accuse Mel Gibson d'antisémitisme puisqu'il lui aurait demandé : « Tu n'es pas une rescapée des fours ? » (« You're not a oven dodger, right ? »). Elle dénonce aussi des propos homophobes qu'il aurait tenus pendant la même soirée envers un de ses amis. L'acteur a répondu que ces accusations étaient « 100 % fausses ».

## Filmographie

### Cinéma

#### Années 1980
- 1986 : Lucas de David Seltzer : Rina
- 1987 : Square Dance de Daniel Petrie : Gemma
- 1988 : Beetlejuice de Tim Burton : Lydia Deetz
- 1988 : 1969 d'Ernest Thompson : Beth Karr
- 1989 : Fatal Games (Heathers) de Michael Lehmann : Veronica Sawyer
- 1989 : Great Balls of Fire! de Jim McBride : Myra Gale Brown

#### Années 1990
- 1990 : Roxy est de retour (Welcome Home, Roxy Carmichael) de Jim Abrahams : Dinky Bossetti
- 1990 : Edward aux mains d'argent (Edward Scissorhands) de Tim Burton : Kim Boggs
- 1990 : Les Deux Sirènes (Mermaids) de Richard Benjamin : Charlotte Flax
- 1991 : Night on Earth de Jim Jarmusch : Corky
- 1992 : Dracula (Bram Stoker's Dracula) de Francis Ford Coppola : Mina Murray / Elisabeta
- 1993 : Le Temps de l'innocence (The Age of Innocence) de Martin Scorsese : May Welland
- 1993 : La Maison aux esprits (The House of the Spirits) de Bille August : Blanca Trueba
- 1994 : Génération 90 (Reality Bites) de Ben Stiller : Lelaina Pierce
- 1994 : Les Quatre Filles du docteur March (Little Women) de Gillian Armstrong : Jo March
- 1995 : Le Patchwork de la vie (How to Make an American Quilt) de Jocelyn Moorhouse : Finn Dodd
- 1996 : Le Dortoir des garçons (Boys) de Stacy Cochran (en) : Patty Vare
- 1996 : Looking for Richard d'Al Pacino : Lady Anne
- 1996 : La Chasse aux sorcières (The Crucible) de Nicholas Hytner : Abigail Williams
- 1997 : Alien, la résurrection (Alien Resurrection) de Jean-Pierre Jeunet : Annalee Call
- 1998 : Celebrity de Woody Allen : Nola
- 1999 : Une vie volée (Girl, Interrupted) de James Mangold : Susanna Kaysen
- 1999 : Dans la peau de John Malkovich (Being John Malkovich) de Spike Jonze : elle-même (caméo, non créditée)

#### Années 2000
- 2000 : Un automne à New York (Autumn in New York) de Joan Chen : Charlotte Fielding
- 2000 : Les Âmes perdues (Lost Souls) de Janusz Kamiński : Maya Larkin
- 2001 : Zoolander de Ben Stiller : elle-même (caméo, non créditée)
- 2002 : Les Aventures de Mister Deeds (Mr Deeds) de Steven Brill : Babe Bennett / Pam Dawson
- 2002 : Simone d'Andrew Niccol : Nicola Anders
- 2003 : The Day My God Died d'Andrew Levine : la narratrice (voix - également productrice)
- 2004 : Le Livre de Jérémie (The Heart Is Deceitful Above All Things) d'Asia Argento : la psychologue (caméo, non créditée)
- 2006 : The Darwin Awards de Finn Taylor : Siri Taylor
- 2006 : A Scanner Darkly de Richard Linklater : Donna Hawthorne
- 2007 : The Ten de David Wain : Kelly La Fonda
- 2007 : Sex and Death 101 de Daniel Waters : Gillian De Raisx / Death Nell
- 2008 : The Last Word de Geoffrey Haley : Charlotte Morris
- 2009 : Informers (The Informers) de Gregor Jordan : Cheryl Moore
- 2009 : Les Vies privées de Pippa Lee (The Private Lives of Pippa Lee) de Rebecca Miller : Sandra Dulles
- 2009 : Stay Cool de Michael Polish : Scarlet Smith
- 2009 : Star Trek de J. J. Abrams : Amanda Grayson

#### Années 2010-20
- 2010 : Black Swan de Darren Aronofsky : Beth Macintyre
- 2011 : Le Dilemme (The Dilemma) de Ron Howard : Geneva Backman
- 2012 : Frankenweenie de Tim Burton : Elsa Van Helsing (voix)
- 2012 : The Letter de Jay Anania : Martine
- 2012 : The Iceman d'Ariel Vromen : Deborah Kuklinski
- 2013 : Homefront de Gary Fleder : Sheryl Marie Mott
- 2015 : Experimenter de Michael Almereyda : Sasha Menkin Milgram
- 2018 : Destination mariage et plus si affinités... (Destination Wedding) de Victor Levin : Lindsay
- 2022 : Gone in the Night de Eli Horowitz : Kath
- 2023 : Le Manoir hanté (Haunted Mansion) de Justin Simien : Pat (caméo, non créditée)
- 2024 : Beetlejuice Beetlejuice de Tim Burton : Lydia Deetz

### Téléfilms
- 2010 : Quand l'amour ne suffit plus : L'Histoire de Lois Wilson (When Love Is Not Enough: The Lois Wilson Story) de John Kent Harrison : Lois Wilson
- 2014 : Turks and Caicos de David Hare : Melanie Fall
- 2020 : Sarah Cooper: Everything's Fine de Natasha Lyonne : Lacey Groin

### Séries télévisées
- 1994 : Les Simpson (The Simpson) : Allison Taylor (voix - saison 6, épisode 2)
- 1996 : Docteur Katz (Dr. Katz, Professional Therapist) : elle-même (voix - saison 3, épisode 1)
- 1998 : The Larry Sanders Show : elle-même (saison 6, épisode 1)
- 2000 : Strangers with Candy : Fran (saison 3, épisode 10)
- 2001 : Friends : Melissa Warburton (saison 7, épisode 20)
- 2013-2014 : Drunk History : Mary Dyer (saison 1, épisode 4) / Peggy Shippen (saison 2, épisode 8)
- 2015 : Show Me a Hero : Vinni Restiano
- depuis 2016 : Stranger Things : Joyce Byers
- 2020 : The Plot Against America : Evelyn Finkel

### Clips
- 1989 : Debbie Gibson Is Pregnant with My Two-Headed Love Child de Mojo Nixon et Skid Roper
- 1990 : The Shoop Shoop Song (It's in His Kiss) de Cher
- 1992 : Love Song for a Vampire d'Annie Lennox
- 1993 : Locked Out de Crowded House
- 1994 : Baby, I Love Your Way de Big Mountain
- 1998 : Talk about the Blues de Blues Explosion
- 2012 : Here with Me de The Killers

### Publicités
- 2018 : H&M (campagne d'hiver)

## Distinctions
Cette section récapitule les principales récompenses et nominations obtenues par Winona Ryder. Pour une liste plus complète, se référer à l'Internet Movie Database.

### Récompenses
- Great Balls of Fire!
  - Young Artist Award de la meilleure actrice en 1990
- Les Deux Sirènes
  - NBR Award de la meilleure actrice dans un second rôle en 1990
  - Prix Sant Jordi du cinéma de la meilleure actrice étrangère (également pour Edward aux mains d'argent) en 1992
- Le Temps de l'innocence
  - Golden Globe de la meilleure actrice dans un second rôle en 1994
  - NBR Award de la meilleure actrice dans un second rôle en 1993
- Alien, la résurrection
  - Blockbuster Entertainment Award de la meilleure actrice dans un second rôle (science-fiction) en 1998

### Nominations
- British Academy Film Awards 1994 : Meilleure actrice dans un second rôle pour Le Temps de l'innocence
- Oscars 1994 : Meilleure actrice dans un second rôle pour Le Temps de l'innocence
- Oscars 1995 : Meilleure actrice pour Les Quatre Filles du docteur March
- Golden Globes 2017 : Golden Globe de la meilleure actrice dans une série télévisée dramatique pour Stranger Things
- Critics' Choice Movie Awards 2021 : Meilleure actrice dans une mini-série où un téléfilm pour The Plot Against America
- 2022 : Hollywood Critics Association Television Awards de la meilleure actrice dans une série télévisée dramatique pour Stranger Things

## Voix francophones
En version française, Winona Ryder est dans un premier temps doublée par Martine Reigner dans Beetlejuice, Brigitte Bergès dans Fatal Games, Stéphanie Murat dans Great Balls of Fire! et par Anne Rondeleux dans 1969.
À partir du film Roxy est de retour en 1990, Claire Guyot devient la voix régulière de Winona Ryder, la retrouvant dans presque toutes ses apparitions, dont Edward aux mains d'argent, Dracula, Le Temps de l'innocence, Alien, la résurrection, Une vie volée, A Scanner Darkly, Turks and Caicos, Show Me a Hero ou encore Stranger Things. Blanche Ravalec double les scènes supplémentaires d′Alien, la résurrection tandis que la version âgée de son personnage dans Edward aux mains d'argent est doublée par Renée Simonot.
En parallèle, elle est notamment doublée entre 2000 et 2013 à quatre reprises par Françoise Cadol dans Les Âmes perdues, Simone, Black Swan et Homefront tandis qu'Anne Rondeleux la retrouve dans Friends. Enfin, elle est doublée à titre exceptionnel de 1991 à 1998 par Aurélia Bruno dans Les Deux Sirènes, Vanessa Guedj dans Les Quatre Filles du docteur March, Barbara Delsol dans Le Patchwork de la vie, Rafaèle Moutier dans La Chasse aux sorcières et Valérie Karsenti dans Celebrity, ainsi qu'en 2011 par Véronique Alycia dans Le Dilemme.
En version québécoise, elle est régulièrement doublée par Violette Chauveau, qui est notamment sa voix dans Dracula, d'après l’œuvre de Bram Stoker, New York en automne, Le Cygne noir, Le Dilemme ou encore Protection.